# متنزه عواش الوطني
متنزه عواش الوطني هو متنزه وطني يقع على حدود ولايتي أوروميا وعفر في إثيوبيا، ويغطي مساحة 827 كيلومترًا مربعًا يقع معظمها على ارتفاع 900 مترًا. يشتهر المنتزه بتنوعه الحيوي الغني ومناظره الطبيعية الريفية، وتخضع المنطقة لنمط هطول أمطار ثنائي، حيث يتبع موسم الأمطار موسم الجفاف السائد، والذي قد يستمر حتى 10 أشهر.

## الموقع

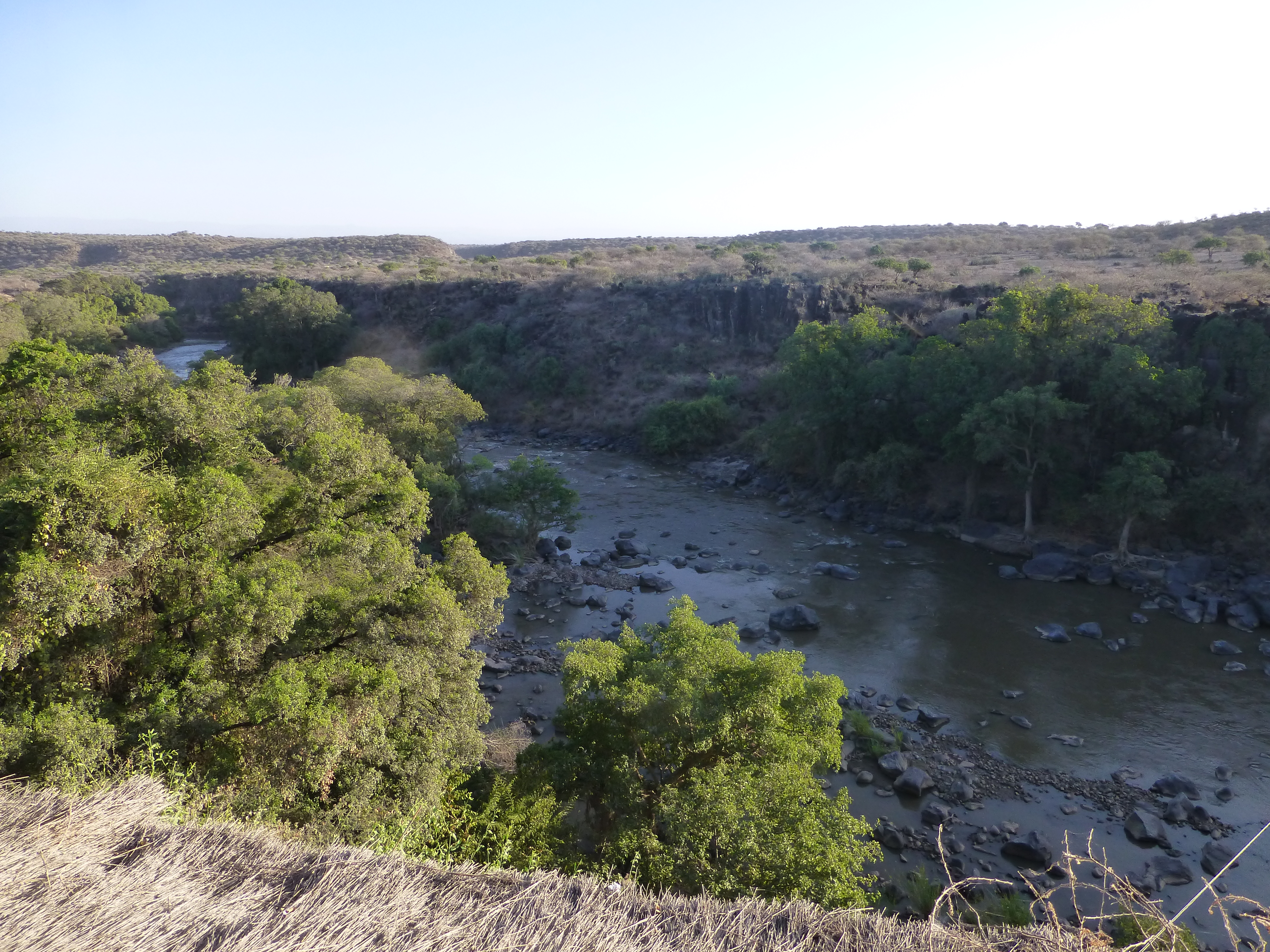
نهر عواش الواقع جنوب منتزه عواش الوطني

يمتد متنزه عواش الوطني على الطرف الجنوبي لمنطقة عفر والزاوية الشمالية الشرقية لمنطقة شيوا الشرقية في ولاية أوروميا في إثيوبيا، ويبعد مسافة 225 كيلومترًا شرق العاصمة الإثيوبية أديس أبابا، كما يبعد مسافة بضعة كيلومترات غرب عواش وشرق ميتيهارا. وإلى جانب حدوده الجنوبية على طول نهر عواش، يُغطي متنزه عواش الوطني مساحة 850 كيلومترًا مربعًا من غابات الأكاسيا والمراعي. ويمر طريق أديس أبابا - دير داوا السريع عبر أراضي المتنزه فاصلًا سهول إيلالا ساها جنوبًا عن وادي كودو شمالًا. وإلى الجنوب من المتنزه، يقع مضيق نهر عواش الذي يضم شلالات خلابة مثل شلالات عواش. وفي وادي كودو العلوي في فيلووها، توجد ينابيع ساخنة وسط بساتين النخيل التي تزدهر في مجرى النهر. ويقع جبل فنتالي الذي يحتوي على بركان طبقي خامد في المنطقة الغربية من متنزه عواش الوطنية على ارتفاع 2007 أمتار فوق مستوى سطح البحر.

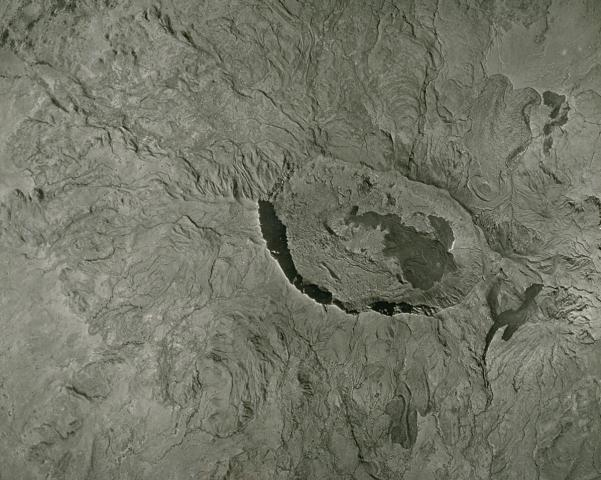
صورة لجبل فينتال ملتقطة باستخدام الأقمار الصناعية

## التاريخ
تأسس متنزه عواش الوطني عام ١٩٦٦ بموجب القانون الذي أجاز غقامة المحميات والمتنزهات الطبيعية، والذي تم إقراره بالكامل بعد ثلاث سنوات كاملة من تأسيس المتنزه. شكل متنزه عواش الوطني بالإضافة إلى مزرعة ميتيهارا للسكر جنوبًا بعد إنشائهما تهديدًا لسبل عيش شعب كارايو أورومو الأصلي، وهو ما كان يتعارض مع النية الأصلية للحكومة الإثيوبية بأن تخدم هذه المنشآت السكان المحليين.

## الحياة البرية

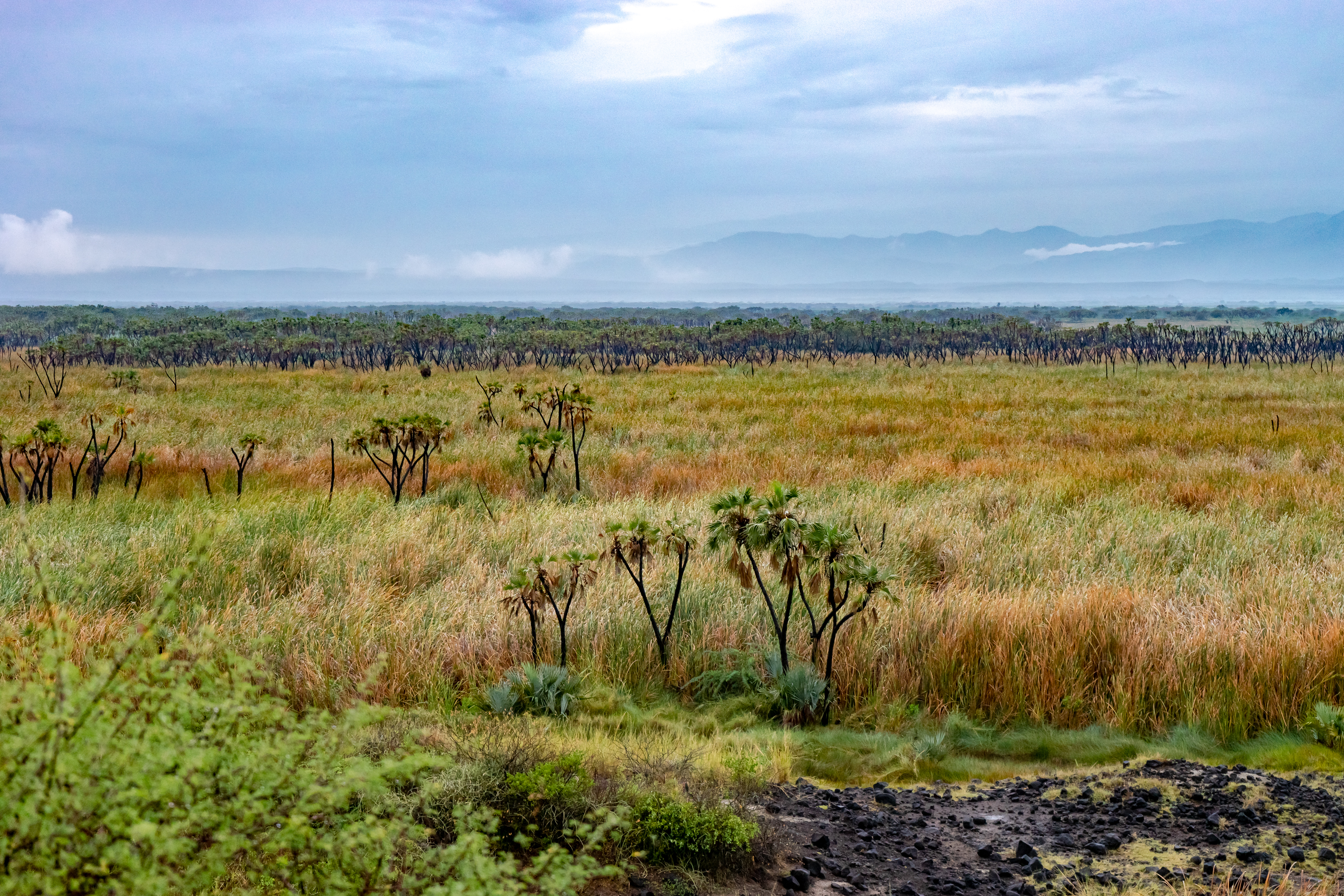
موطن فيلووها الحيوي في منتزه عواش الوطني

### النباتات
تصنف نباتات منتزه عواش الوطني إلى أربعة أنظمة بيئية، وهي:
- غابات الأكاسيا القاحلة
- الأراضي الشائكة
- السافانا الرعوية
- الأراضي الرطبة النهرية المتنوعة

تنتشر أشجار نخيل الدوم وأشجار التمر الصحراوي في جميع أنحاء موقعي فيلووها والدوحة في منتزه عواش الوطني، مما يوفر مكانًا مناسبًا لجميع أنواع الثدييات والطيور والزواحف.

### الحيوانات

#### الثدييات والزواحف

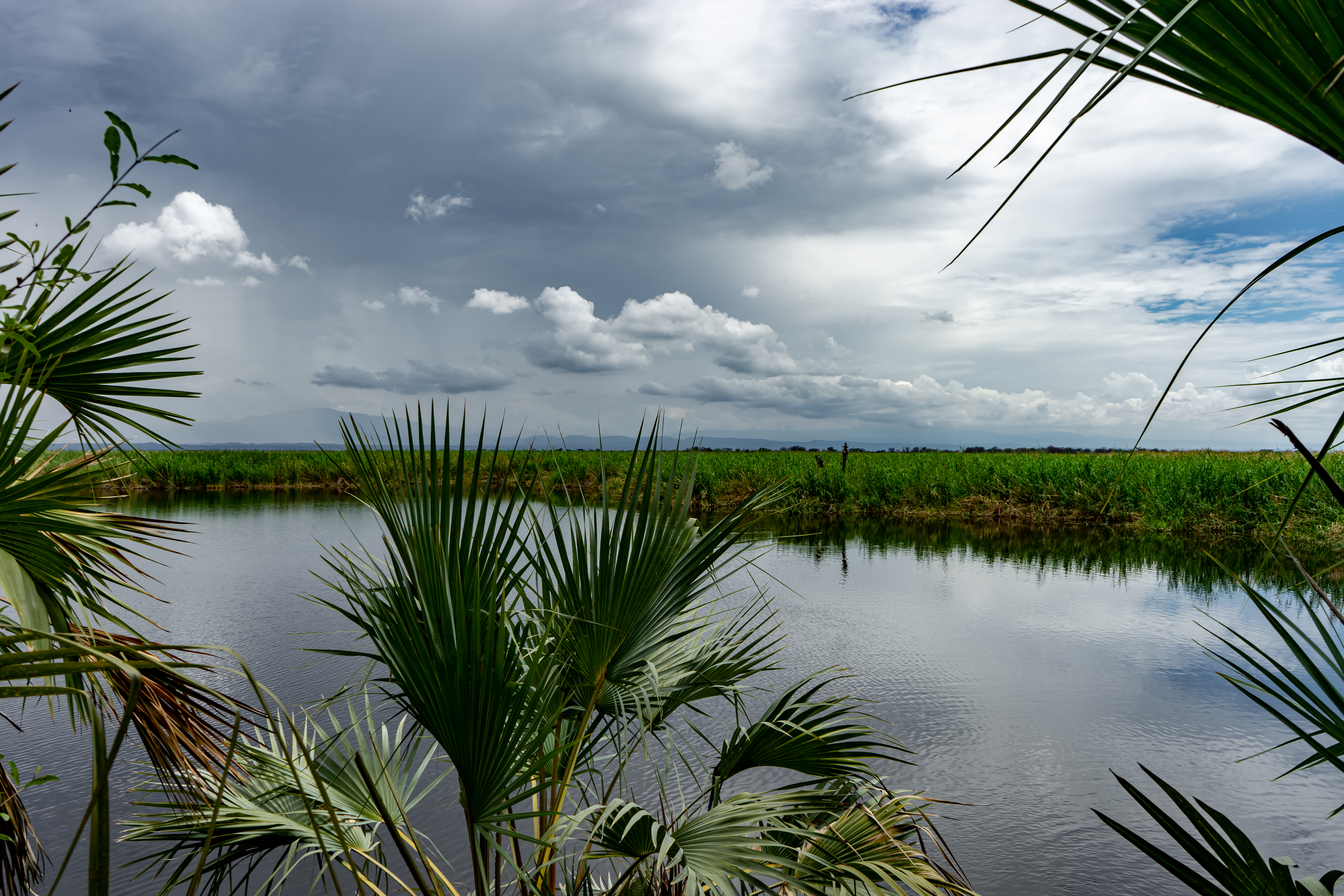
بحيرة المياه الساخنة بالقرب من منتجع دوهو لودج

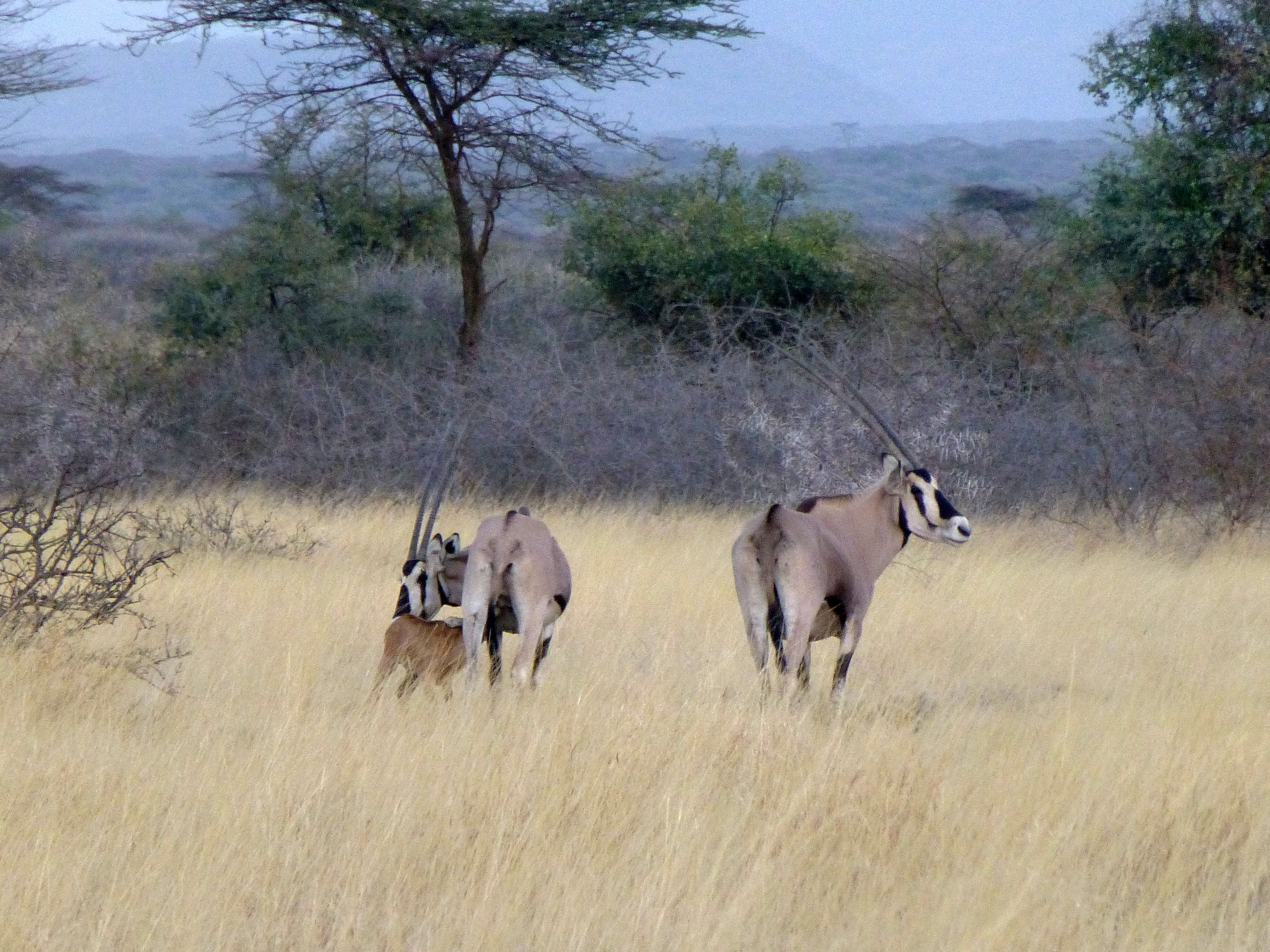
المها الأفريقي الشرقي في متنزه عواش الوطني

تُعد حديقة أواش الوطنية موطنًا لأكثر من 81 نوعًا من الثدييات و43 نوعًا من الزواحف، مثل مهاة شرق إفريقيا التي تنتشر بكثرة في المتنزه. ومن الأنواع الأخرى التي تعيش في المتنزه آكلات النمل، وذئاب الأرض، والوشق، والقط الأنمر، وأفراس النهر، والشيهم المتوج، والضباع المرقطة، والضباع المخططة، والأسود، والفهود، وغزال سومرينغ، وظباء ديفاسا المائية، وثعالب الماء ذات الرقبة المرقطة، والوبر الصخري، ووثابات الصخور، ودقدق إريتريا، والكودو الأصغر، والكودو الأكبر، والخنازير البرية، أما ثيران سوين إلى حديقة عواش الوطنية لإعادة توطينها، غير أن وجودها لا يزال مهددا بسبب انخفاض أعدادها وبسبب التغيرات البيئية. تنتشر قرود البابون الزيتونية، والكولبس الأبلق، والهجرس الزيتوني، والرباح المقدس، بكثرة في جميع أنحاء النظم البيئية للمنتزه. أما حيوانات مثل الفيلة، ووحيد القرن، والحمير الوحشية، والجاموس الأفريقي، فقد كانت موجودة في المتنزه منذ ستينيات القرن العشرين، ولكنها انقرضت الآن بسبب أنشطة الصيد الجائر، وانخفاض أعدادها، وفقدان موائلها.
كما توجد تماسيح النيل في وديان نهر عواش وممراته الضيقة، بينما توجد أصلات أفريقيا الصخرية في الغابات النهرية وواحات الينابيع الساخنة. ونادرًا ما تُرى السلاحف النمرية في مراعي السافانا والغابات الجافة حيث تتواجد بحثًا عن الطعام، وهي النوع الوحيد من السلاحف المُدرج ضمن قائمة الحيوانات المتوطنة في متنزه عواش الوطني. تتواجد بكثرة في متنزه عواش الوطني أيضًا بعض أنواع الثعابين السامة، مثل أفعى المنشار، والأفعى النافخة، والأفعى الليلية المعينية، والمامبا السوداء، والكوبرا الشرقية الباهتة البصاق، والكوبرا السوداء البصاق، كما تتعدد أنواع الزواحف الأخرى الموجودة في المتنزه، مثل الوزغ، والسقنقور، والحرذون، والثعابين، والورل، بكثرة في الأراضي القاحلة والأراضي الرطبة النهرية بالمتنزه.

#### الطيور
يضم النظام البيئي في متنزه عواش الوطني أيضًا 453 نوعًا من الطيور المحلية من بينها النعام الصومالي، والنسور ذات الوجه الأشيب، وطيور الغراب بيضاء البطن، والدراج المتوج، وطيور النساج الجاموسية بيضاء الرأس، وطيور القبرة الكستنائية الرأس، وطيور آكل النحل القرمزي الشمالي، وطيور الحبارى الكوري، وطيور اللفت الحبشية، وطيور أبو قرن الحبشية الأرضية، وطيور أبو قرن أحمر المنقار، والنسور الأفعوانية البنية. يتضمن المتنزه أيضًا سبع أنواع متوطنة من الطيور المعرضة لخطر الانقراض، وهي طيور أبو منجل ذو الزوائد، وطائر الحب أسود الأجنحة، والبربيت المخطط، وآكل البذور أصفر الحلق، ونقار الخشب الحبشي، والزرزور أبيض المنقار، والغراب سميك المنقار.